# Schleinikon
Schleinikon est une commune suisse du canton de Zurich, située dans le district de Dielsdorf.

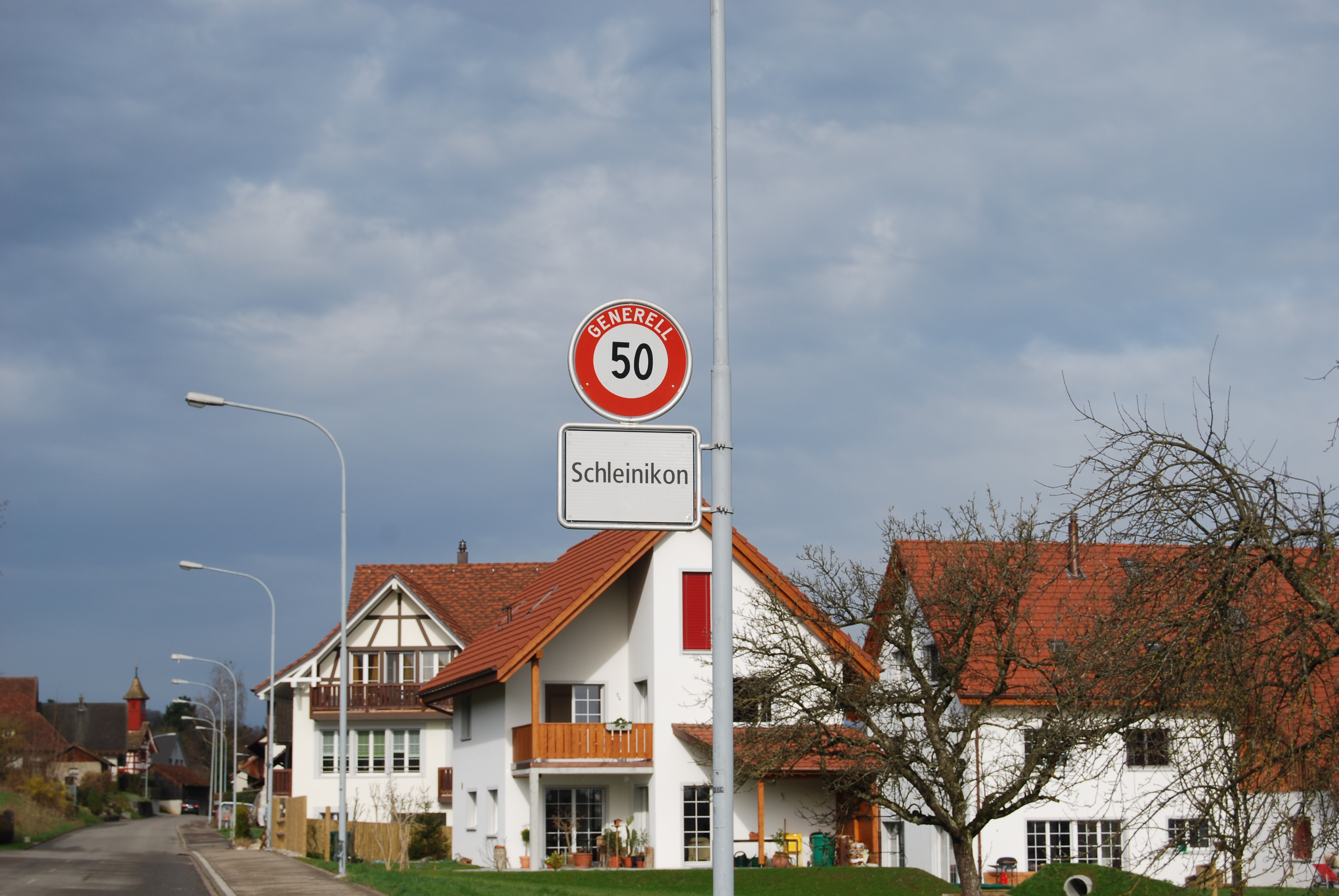
Schleinikon.

## Monuments et curiosités

Photo aérienne (1967).

La maison dite Zythüsli est une petite maison à colombages avec une petite tour-clocher édifiée en 1777.